# Манасян, Вазген Игнатович
Вазге́н Игна́тович Манася́н (13 марта 1958, Душанбе, Таджикская ССР, СССР — 9 января 2024, Ташкент, Узбекистан) — советский и таджикский футболист, нападающий. Мастер спорта СССР (1988). Тренер.

## Биография
Начал играть в футбол в душанбинских дворовых командах. В 1968—1970 участвовал во всесоюзных соревнованиях «Кожаный мяч». Потом записался в детско-юношескую спортивную школу № 5 при стадионе «Спартак». Занимался у Валерия Файзрахманова и Валерия Корчеева.
С 1975 по 1979 учился в Таджикском политехническом институте и одновременно играл за институтскую команду на первенстве Таджикистана.
В сентябре 1979 его пригласили в «Памир». Поскольку дозаявить его было невозможно, то Манасян играл за дубль, где проявил бомбардирские качества.
С 1980 года — в основе команды. В первый же сезон отыграл все 46 матчей первенства и забил 16 мячей. Последующие сезоны также много забивал, а команда была на ведущих ролях в первой лиге. В чемпионате 1986 года забил 27 мячей. Этот показатель позволил стать обладателем «Стреляющей бутсы» — приза газеты «Комсомолец Таджикистана» для самого результативного бомбардира первой лиги сезона.
31 мая 1987 года, в выездной игре против «Ростсельмаша», забил свой сотый мяч в чемпионатах страны среди команд первой лиги. В сезоне 1988 года помог команде завоевать малые золотые медали чемпионата первой лиги и выйти в высшую лигу. В итоге со 120 мячами стал одним из лучших бомбардиров 1-й лиги.
В высшей лиге играл не столь результативно — за три сезона забил только 3 мяча.
После распада СССР в апреле 1992 покинул «Памир» и перешёл в «Зенит». В Петербурге провёл 4 игры на позиции «под нападающими». Закрепиться в составе помешала травма: в игре со «Спартаком» ему шипами наступили на ахиллово сухожилие. Во время летней паузы травму залечил, но в контрольной игре опять получил повреждение. Обследование показало, что у игрока частичный разрыв сухожилия. В итоге, по обоюдному согласию с руководством клуба, расторг контракт.
Вернулся в Душанбе, где травму залечил окончательно, и переехал на Украину, где провёл несколько сезонов за клуб 1-й лиги «Ворскла» и получил украинское гражданство.
В 1992 провёл 1 матч за сборную Таджикистана.
Завершил карьеру в 1996 году в команде «Индустрия» (Боровск) во второй лиге России. Вернулся в Полтаву, где тренировал команду КФК и был старшим тренером сборной Полтавской области разных возрастов.
С декабря 2003 тренировал клуб «Волочанин-Ратмир». В 2004 покинул команду.
В 2005 работал с клубом ФК «Новороссийск», выступавшем в любительской лиге ЮФО
В 2006—2007 годах возглавлял «Колос» из станицы Павловской.
В начале 2011 года назначен главным тренером ташкентского «Локомотива», клуба первой лиги чемпионата Узбекистана. Позднее он входил в тренерский штаб клуба. Также являлся ассистентом наставника в сборной Таджикистана.
Вдовец, двое детей. Старшая дочь Ольга и сын Арсен (род.  8 января 1987). Ольга работает главным педиатром Полтавской области. Арсен Манасян также избрал профессию футболиста.
В 2021 году у Манасяна была диагностировано онкологическое заболевание. Умер в Ташкенте в ночь на 9 января 2024 года.

## Статистика
| Сезон   | Клуб             | Матчи | Голы |
| ------- | ---------------- | ----- | ---- |
| 1980    | Памир            | 46    | 16   |
| 1981    | Памир            | 44    | 13   |
| 1982    | Памир            | 42    | 13   |
| 1983    | Памир            | 40    | 9    |
| 1984    | Памир            | 41    | 7    |
| 1985    | Памир            | 40    | 12   |
| 1986    | Памир            | 44    | 27   |
| 1987    | Памир            | 40    | 8    |
| 1988    | Памир            | 39    | 15   |
| 1989    | Памир            | 21    | 1    |
| 1990    | Памир            | 23    | 1    |
| 1991    | Памир            | 5     | 1    |
| 1992    | Памир            | ?     | 8    |
| 1992    | Зенит (СПб)      | 4     | 0    |
| 1992/93 | Ворскла          | 16    | 3    |
| 1993/94 | Ворскла          | 26    | 8    |
| 1994/95 | Ворскла          | 28    | 8    |
| 1995/96 | Нива (Мироновка) | 2     | 0    |
| 1996    | Индустрия        | 19    | 6    |

## Фильм
- Достони №10. Вазген Манасян (2024)